# Ringtennis

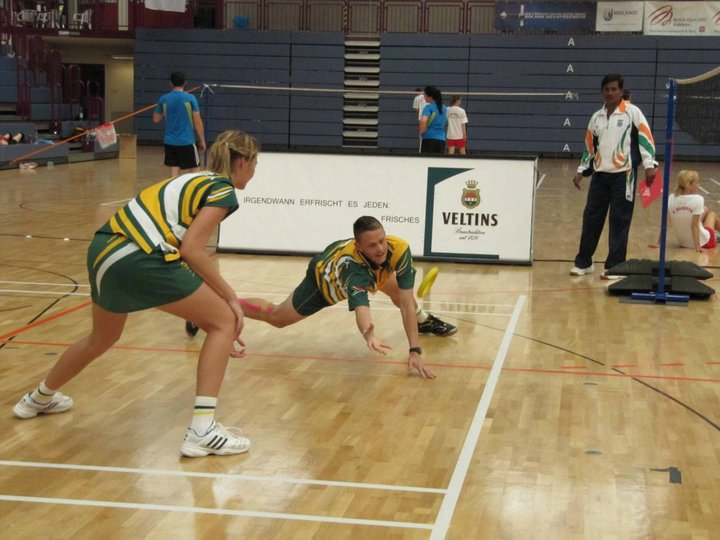
Spielszene (Mixed, WM 2010)

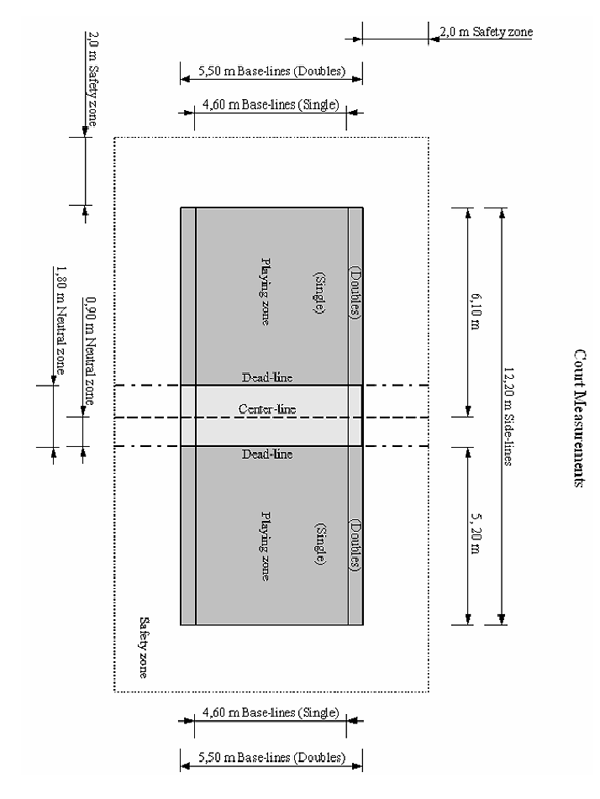
Maße des internationalen Ringtennis-Spielfelds

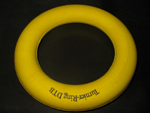
Der Ringtennis-Ring, das Spielgerät

Ringtennis ist eine Sportart, die den Rückschlagspielen zugeordnet wird. Es wird kein Schläger verwendet.

## Spielprinzip
Ziel des Spiels ist es, einen etwa 210 bis 230 g schweren Moosgummiring (früher Gummi-Hohlringe) so zu werfen, dass ihn der Gegner nicht fangen kann. Gespielt wird im Einzel, Doppel oder Mixed auf einem 12,20 m × 5,50 m großen Spielfeld. (Einzel: 12,20 m × 3,70 m). In der Mitte des Feldes befindet sich ein 1,55 m hohes Netz. Der Ring muss nach Verlassen der Hand des Werfers steigen und darf zwar um seine Symmetrieachse rotieren, jedoch nicht wackeln oder sich gar überschlagen (Fehler: Von Oben, Wackelring – ugs. auch als „Brezel“ bezeichnet).
Das Fangen, Führen und Werfen des Ringes muss in einer flüssigen Bewegung ohne Stopps o. ä. erfolgen (Fehler: Angehalten, Zwei Bewegungen).
Es darf nicht mit dem Ring gelaufen werden. Mit dem Ring in der Hand sind nur zwei Bodenberührungen erlaubt. Jeder Fuß zählt dabei als Kontakt. Vor dem dritten Kontakt muss der Ring geworfen werden (Fehler: Schritte). Bei diesem Fehler muss der Schiedsrichter den Fehler als sogenannten „Schrittfehler“ werten und der Gegner bekommt einen Punkt.

## Verbreitung
In Deutschland ist Ringtennis als Turnspiel im Deutschen Turner-Bund organisiert. Es gibt einen ganzjährigen Wettkampfbetrieb, dessen Höhepunkte im Sommer die Deutschen Meisterschaften und im Winter die Deutschen Mannschaftsmeisterschaften sind.
Außer in Deutschland findet sich organisiertes Ringtennis (oder Tenniquoits) in Südafrika, Indien, Brasilien, Polen, Argentinien, Bangladesch, Pakistan, Neuseeland, Belarus, Kenia, Kamerun und Nepal. Daneben wird Ringtennis/Tenniquoits auch in Australien, Mexiko, Großbritannien, Nigeria, Sri Lanka, Japan und Thailand gespielt.
Das artverwandte Ringo wird in Polen, Tschechien, der Slowakei, Litauen, Armenien, Belarus, Kenia und den USA gespielt.

## Weltmeisterschaften
Vom 6. bis 10. November 2006 fanden die ersten Ringtennis-Weltmeisterschaften in Indien statt. Da die nationalen Regeln in den einzelnen Ländern verschieden sind, gibt es ein eigenes Regelwerk für internationale Begegnungen und die Weltmeisterschaften. (z. B. Einzelspielfeld: 12,20 m × 4,60 m; Netzhöhe: 1,65 m). Deutschland war bei diesen Weltmeisterschaften im indischen Chennai sehr erfolgreich. Neben den Einzelwettbewerben bei den Damen und den Herren gewann man auch Damen- und Herrendoppel, wobei die Doppelwettbewerbe lediglich Schaukampfcharakter hatten und wegen der großen Medienpräsenz zusätzlich ins Programm genommen wurden. Als krönenden Abschluss konnte sich die deutsche Mannschaft schließlich am Ende der fünftägigen Veranstaltung den Mannschaftstitel sichern.
Die zweiten Ringtennis-Weltmeisterschaften wurden vom 31. Juli bis zum 6. August 2010 in Koblenz ausgetragen.
Ausrichter der dritten Ringtennis-Weltmeisterschaften 2014 war Südafrika. Die Titelkämpfe fanden von 30. März bis 5. April 2014 in Vereeniging in der Provinz Gauteng statt, wo um insgesamt sechs WM-Titel gekämpft wurde. Neben dem Fraueneinzel und Männereinzel sowie dem Team-Wettbewerb – Titel, die alle nach Deutschland gingen – standen erstmals das Mixed, das Frauendoppel und das Männerdoppel als offizielle Disziplinen im WM-Programm. Die Mitgliedsländer des Weltverbands in ihren Delegationen durften diesmal bis zu je acht Spielerinnen und Spieler entsenden. Austragungsort der vierten Ringtennis-Weltmeisterschaften 2018 war Minsk in Belarus, Weltmeister in allen Disziplinen wurde Deutschland.
Die fünfte Weltmeisterschaft sollte 2022 ursprünglich in Deutschland ausgetragen werden. Der Ausbruch der COVID-19-Pandemie verschob jedoch den Beginn auf 2023 in Südafrika.